# Kodiak (archipelag)
Kodiak (ang. Kodiak Archipelago) – archipelag leżący u południowo-zachodnich wybrzeży stanu Alaska, oddzielony od półwyspu Alaska Cieśniną Szelichowa.
Największą wyspą archipelagu jest Kodiak, druga co do wielkości wyspa USA. Na północ od niej leży wyspa Afognak, pozostałe mniejsze wyspy to między innymi Sitkalidak, Sitkinak, Tugidak, Shuyak i Wyspa Czirikowa.
Archipelag rozciąga się na długości 285 km, szeroki na 108 km i zajmuje obszar 13 890 km².
Wyspy są górzyste i w znacznym stopniu zalesione.